# Système de réserves fractionnaires
 (août 2016).
Le système de réserves fractionnaires (ou de « couverture partielle ») est un système bancaire où les banques ont le droit de prêter, par des jeux d'écritures, de l'argent qu'elles n'ont pas et sur lequel, outre le remboursement par le débiteur, elles toucheront des intérêts, sachant toutefois qu'elles devront se refinancer en collectant des dépôts pour maintenir leur équilibre de bilan.

## Concept
Le système économique fonctionne par la création de monnaie par les banques commerciales dans le but de satisfaire aux besoins de financement de l'économie. Dans le cadre d'un système de réserves à 100%, la banque ne prête qu'autant qu'elle dispose de réserves ; le système de réserves fractionnaires permet aux banques de ne posséder qu'une partie de ce qu'elles prêtent.
Le système de réserves fractionnaire repose sur la création de monnaie scripturale dans le cadre de l'accord par la banque de crédits à des particuliers ou des entreprises. Dans un système de réserves fractionnaires, la banque peut accorder des crédits dans des proportions plus libres que dans un système de réserves à 100% car elle n'est pas limitée par ses réserves de monnaie physique. Afin de limiter le potentiel inflationniste d'un tel système, la banque centrale peut guider de manière indirecte l'accord de crédits en exigeant de la banque un certain taux de réserves obligatoires (RO). En pratique, cet outil a perdu en importance et les taux de RO sont constamment faibles. 
La possibilité d'un tel système fractionnaire est due au postulat que les déposants et les épargnants ne retirent pas leurs dépôts en même temps. Si c'était le cas, comme lors d'une panique bancaire, la banque commerciale ne disposant pas d'autant de monnaie fiduciaire que de monnaie scripturale ne pourrait garantir tous les dépôts. 
On parle aussi dans ce cadre d'effet multiplicateur du crédit, le multiplicateur désignant le rapport entre la base monétaire (monnaie centrale) et la quantité de monnaie issue du crédit accordé par les banques.

## Critiques et limites

### Débats théoriques
Le système de réserves fractionnaires fait l'objet de débats économiques, notamment au sein de l'École autrichienne, dans les années 1960.

### Incapacité potentielle à assurer les dépôts
Le système est basé sur l'idée que la banque commerciale disposera toujours de la quantité de monnaie fiduciaire nécessaire pour subvenir aux demandes des clients qui souhaitent retirer leur argent de la banque. Le système montre sa faiblesse en cas de crise de confiance, car un bank run (panique bancaire), où beaucoup d'épargnants souhaitent retirer leurs dépôts en même temps, peut causer une faillite bancaire du fait d'une crise de liquidité. Salin écrit ainsi que ce système « comporte donc un risque macroéconomique potentiel », mais que « peut-être peut-on considérer que cela représente le coût inévitable, et même peut-être acceptable, afin de pouvoir disposer d'un système monétaire qui fonctionne de manière plus satisfaisante que les précédents ». Il met en garde contre une utilisation excessive qui crée une épargne illusoire en grande quantité.
De nos jours, la gestion actif-passif des bilans des banques repose essentiellement sur un ensemble de règles prudentielles édictées par des accords internationaux (Bâle III), bien que celles-ci soient considérées par certains économistes, comme Frédéric Lordon, comme des « demi-mesures ».

### Caractère inflationniste
Murray Rothbard critique le système de réserves fractionnaires en insistant sur son caractère inflationniste. Du fait que les banques commerciales peuvent créer plus de monnaie scripturale qu'elles n'ont de monnaie fiduciaire, elles sont incitées à faire gonfler la masse monétaire du pays. Ce mécanisme serait également propice au gonflement de la dette privée.

### Ouvrages
- Milton Friedman, A Program for Monetary Stability, New York, Fordham University Press, 1983, 110 p. (ISBN 978-0-8232-0371-0)
- Meigs, A.J. (1962), Free reserves and the money supply, Chicago, University of Chicago, 1962.
- Philips, C.A. (1921), Bank Credit, New York, Macmillan, chapitres 1–4, 1921,
- Murray Rothbard, État, qu'as-tu fait de notre monnaie ?, Paris, Institut Coppet, 2013 (ISBN 978-1-4841-7419-7)
- Pascal Salin, La Vérité sur la monnaie, Paris, Odile Jacob, 1990, 312 p. (ISBN 2-7381-0098-8, lire en ligne)
- Jesús Huerta de Soto (trad. de l'espagnol), Monnaie, crédit bancaire et cycles économiques, Paris, L'Harmattan, 2011, 558 p. (ISBN 978-2-296-54451-2)
- Izabella Hourd, Création monétaire : Le tour de magie dévoilé, Paris, 2017, 102 p. (ISBN 978-1-5220-4247-1)

### Articles
- (en) John P. Cochran, « Fractional Reserves and Economic Instability », sur Mises Daily, 12 juillet 2012 (consulté le 10 novembre 2014)
- (en) W. F. Crick, « The Genesis of Bank Deposits », Economica, vol. 7, no 20,‎ 1927, p. 191-202 (DOI 10.2307/2548428)
- (en) Jörg Guido Hülsmann, « Free Banking and Fractional Reserves: Response to Pascal Salin », The Quarterly Journal of Austrian Economics, vol. 1, no 3,‎ 1998, p. 67-71 (DOI 10.1007/s12113-998-1020-5)
- (en) Procter Thomson, « Variations on a Theme by Phillips », American Economic Review, vol. 46, no 5,‎ décembre 1956, p. 965-970